# Informationen zum Hochschulrecht
Informationen zum Hochschulrecht (KMK-HSchR) ist eine Sammlung von Gerichtsentscheidungen mit hochschulrechtlichem Bezug, die von der Kultusministerkonferenz herausgegeben wurde. Sie wurde ab 1978 in Heftform und von 1991 bis 2004 als Loseblattsammlung veröffentlicht. Ab 2006 bis 2017 erfolgte die Publikation im Rahmen einer Onlinedatenbank.
Hervorgegangen ist die Sammlung aus einem Modellversuch des nordrhein-westfälischen Wissenschaftsministeriums. An der RWTH Aachen wurde unter Leitung von Friedrich Graf Stenbock-Fermor eine Dokumentationsstelle für Hochschulrecht errichtet, die deutsche hochschulrechtliche Gerichtsentscheidungen elektronisch erfassen sollte. Im Jahr 1978 übernahm die Kultusministerkonferenz diese Aufgabe und veröffentlichte mehrmals jährlich Informationshefte mit Auszügen aus den Entscheidungen. Abnehmer der Hefte waren die Mitglieder der Kultusministerkonferenz, Gerichte, Hochschulen und individuelle Abonnenten. Im Jahr 1991 erfolgte die Umstellung auf eine Loseblattsammlung unter dem Titel Informationen zum Hochschulrecht/Neue Folge (KMK-HSchR/NF), die bis 2004 erschien. Insgesamt wurden von der Dokumentationsstelle über 23.000 Urteile erfasst, von denen rund ein Zehntel auszugsweise veröffentlicht wurden.
Im Jahr 2006 beauftragte die Kultusministerkonferenz die Europäische EDV-Akademie des Rechts mit der Fortführung der Sammlung. Im Internet entstand seitdem eine frei zugängliche Datenbank, die neben den in den letzten Jahren ausgewerteten Entscheidungen auch aktuelle Entscheidungen im Volltext erfasste. Mit Liquidierung des saarländischen Landesunternehmens im Jahr 2017 wurde der Betrieb der Datenbank eingestellt.